# Aix-en-Provence Open 1983
L'Aix-en-Provence Open 1983 è stato un torneo di tennis giocato sulla terra rossa. È stata la 3ª edizione del torneo, che fa parte del Volvo Grand Prix 1983. Si è giocato a Aix-en-Provence in Francia dall'11 al 17 aprile 1983.

## Campioni

### Singolare maschile
Mats Wilander ha battuto in finale  Sergio Casal con il punteggio di 6–3, 6–2

### Doppio maschile
Henri Leconte /  Gilles Moretton hanno battuto in finale  Iván Camus /  Sergio Casal 2–6, 6–1, 6–2